# 犹太教饮食规定
犹太教饮食规定或犹太饮食法，音譯為科谢鲁特（希伯來語：‎）是犹太教中关于饮食的一系列規定。依照哈拉卡（犹太律法）而食用的食物被称为寇修（כָּשֵׁר‬）。其中禁止食用的食物包括猪肉、馬肉、駱駝肉、蝦、贝类动物和大多数昆虫（除了蝗虫）、猛禽和無鱗魚。

## 規定之認證機構

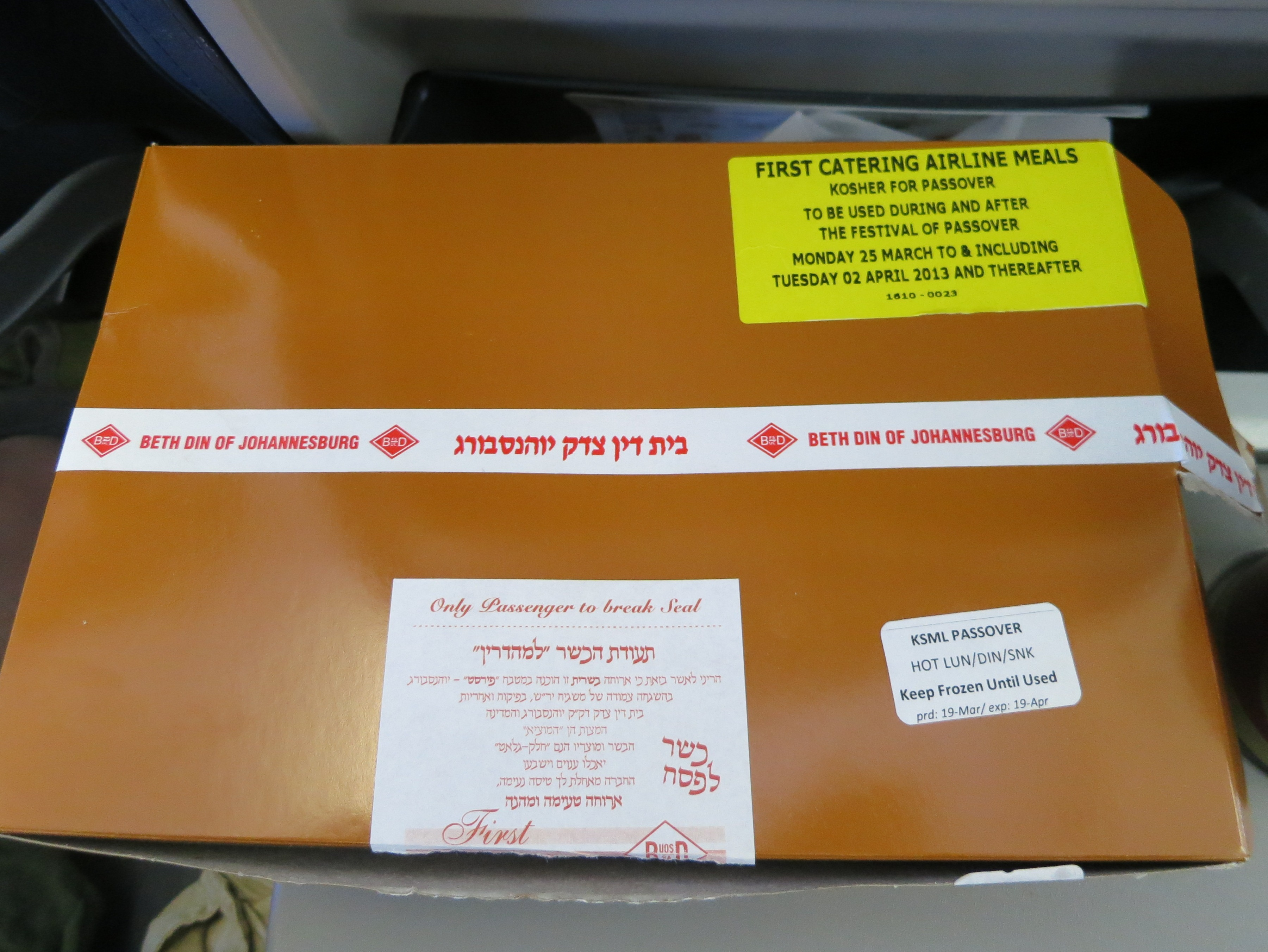
逾越節期间食用的犹太教飞机餐

在市場中已有很多認證機構，有不同方式表示包裝食物經經師認證符合教規。主要包括：
- Ⓚ／Kosher：普通潔食食品標識，不屬商標之列。
- Ⓤ／OU：美國正統猶太會眾聯盟（英语：Orthodox Union）核准潔品（英语：Hechsher）專用標識，屬商標之列。
- Pareve／Parve：「中性食品」，又稱「素馨食品」，成份既不含肉（尤其紅肉）亦不含奶，適合逾越節食用；但個別衣索比亞猶太人律法與波斯猶太人律法則允許含有家禽蛋類及有鰭有鱗之魚類。

除此之外，還有其他猶太潔食的食物經教士的認證，同樣符合教規認可，例如 KOF-K KOSHER（猶太潔食認証）或Kosher Certification。
在北美，獲得Kosher認證的食物，只有15%是由猶太人消費，但因為嚴格的檢查及規定讓這些食物被認為是十分乾淨健康的（例如可以保證蔬菜內沒有蟲），穆斯林、素食者、印度教徒及對乳製品過敏者也會消費，因為食品標示的確實，且若標示Pareve，則可以保證避開肉類及乳類（但可能含有魚類、蛋製品及蜂蜜）。與伊斯蘭教的清真食物相似但規定是更為嚴苛，有意思的是穆斯林在沒有清真食物的情況下，允許食用猶太教教規的食物，儘管屠宰前的祈禱者可能信仰不同的宗教，但因在清真規定卡菲勒處理中，只要是亞伯拉罕教中諸有經者屠宰的都可以吃。

## 與血、基督宗教飲食的聯繫
由於早期教會有希伯來人和外邦人，希伯來人的習慣是否應用到外邦人身上成為討論話題，由於彼得受上帝啟示教會應改革為對外邦人開放，最終的決議遂對各種飲食放鬆很多，只規定禁止沒有被正確放血的動物、吃血及拜過偶像的食物（使徒行傳15），但後來保羅在哥林多前書第8章再放寬，指出基督徒在飲食上應使用「信心原則」(即指在信心軟弱的基督徒面前或在不信的人面前，才不吃拜過偶像的食物)，這是因為對於基督徒來說因為耶穌已經替世人贖罪，目標是傳世人福音而不是與異教徒隔離的時代，故舊有的規定也就不復存在，僅剩下帶著血的肉食因為表示生命故較為特殊，而近代以來更是朝向十分開放的方向走，肉奶血等食材經分開處理後食用就可以了，在其他的食物上亦可使用此原則。
例外的是再臨宗基督徒。基督復臨安息日會的神學認為，新約並沒有改變舊約的部份律法，一如“十誡”中的“不可殺人”和“孝敬父母”等等鐵律，應該是新約信徒繼續遵守的生活方式。實際上基督復臨安息日會的信徒更加提倡素食，是因為回到創世紀中上帝給人最初的食物標準。

## 不潔的理論依據
有關食物潔淨的條例，在猶太教中不同的拉比也對此有不同的解釋，不同的神學理論。部分猶太律法中所視為不潔的食物，的確是吃多了對人類的身體健康不利或是引起過敏的。近年來由於歐洲通路Clean Label潔淨飲食潮流興起，從字面上也多有民眾混淆。不過，經中已經明確指出限制食品主要在死亡的不潔，與生命的潔淨等精神觀念。另外，與伊斯蘭教相反的是，如同對外邦人放高利貸並不禁止，將不潔物轉手給外邦人亦不違反猶太律法，反之穆斯林則不允許如此，若贈與猶太人金錢實物以便其換酒，甚至於齋戒其間提供其飲水食物等皆為伊斯蘭所禁止。